# Подгороднее (Волынская область)
Подгоро́днее (укр. Підгоро́днє) — село в Любомльской городской общине Ковельского района Волынской области Украины.
До 2020 года входило в Любомльский район.
Код КОАТУУ — 0723383701. Население по переписи 2001 года составляет 389 человек. Почтовый индекс — 44342. Телефонный код — 3377. Занимает площадь 1,38 км².
19 сентября 2024 года Верховная Рада Украины поддержала переименование Подгородное в Подгороднее.